# 诺 (马耶讷省)
诺村（法語：Neau，法語發音：[no]）是法国马耶讷省的一个市镇，位于该省东部，属于拉瓦勒区。

## 地理
诺村（48°9'22"N, 0°28'32"W）面积12.65 平方千米，位于法国卢瓦尔河地区大区马耶讷省，该省份为法国西北部内陆省份，北起芒什省和奧恩省，西接伊勒-维莱讷省，南至曼恩-卢瓦尔省，东临萨尔特省。
与诺村接壤的市镇（或旧市镇、城区）包括：布雷、梅藏热、蒙叙尔、埃夫龙。
诺村的时区为UTC+01:00、UTC+02:00（夏令时）。

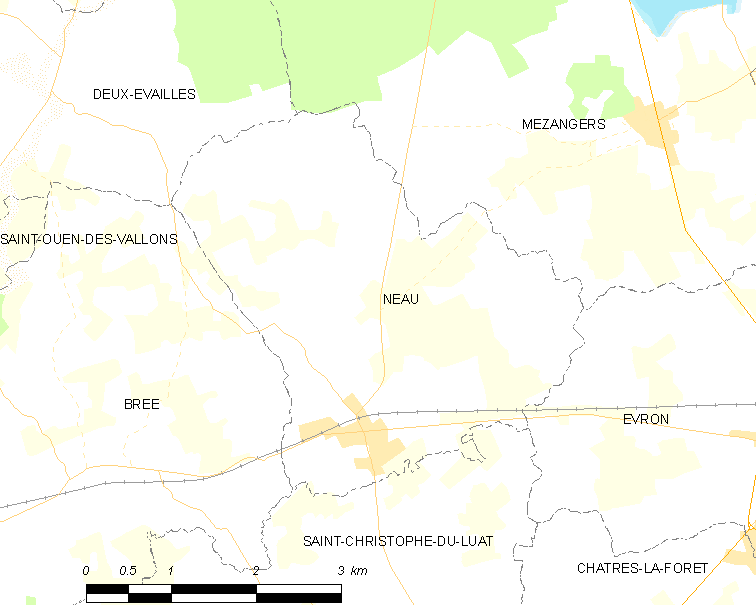
诺村的OSM定位图

## 行政
诺村的邮政编码为53150，INSEE市镇编码为53163。

## 政治
诺村所属的省级选区为埃夫龙县。

## 人口

1962-2008年间诺村人口变化图示

诺村于2022年1月1日时的人口数量为757人。